# Ignasi Estivill i Cabot
Ignasi Estivill i Cabot (Barcelona, segle xix ) va ser un tipògraf i litògraf català.
En la història de l'art d'imprimir representa un iniciador i un perfeccionador dels elements integrants del llibre, en totes les seves ramificacions. Entre els anys 1826 i 1836 va aprendre l'ofici de caixista, adquirint alhora alguns coneixements de maquinista i litògraf, conforme als elements que comptava en aquella època l'art a Espanya. Va establir les seves primeres premses en les ruïnes del convent de santa Caterina de Barcelona, de Pares Dominics, i es va donar a conèixer per la netedat dels seus treballs.
En el ram de l'estamperia religiosa i profana va adoptar procediments desconeguts fins llavors a Espanya i des de 1836 van sortir de la seva impremta la major part de les obres de literatura popular o amena que van veure la llum a Barcelona. A partir de 1837 imprimia gairebé totes les obres del teatre popular català de Robrenyo, Renart, Sala i Sauri i Casanovas. La seva especialitat més assenyalada la van constituir la secció d'estampería i làmines litografiadas aplicat als gèneres religiosos, socials, professionals i polítics. En el ram d'enquadernació va produir moltes obres notables, amb daurats i ferros, que si emmalalteixen del mal gust de l'època, tenen el mèrit de manifestar-la amb tota claredat. En aquesta obra s'hi troben dades d'indumentària, armeria, mobiliari i fins i tot heràldica, que avui resulten de gran interès per a l'arqueologia.
A partir de 1855 va prosseguir la casa Estivill i Cabot les seves glorioses tradicions, especialment en l'àmbit de la tipografia i enquadernacions de luxe.
Fou succeït en el seu càrrec pel seu nebot Ignasi Estivill i Coll.